# A Goya
A Goya és un monument escultòric situat a l'Avinguda de Roma de Barcelona, al districte de l'Eixample. Fou creat el 1984 per José Gonzalvo Vives, i està dedicat al pintor aragonès Francisco de Goya y Lucientes (Fuendetodos, 1746 - Burdeus, 1828).

## Història i descripció

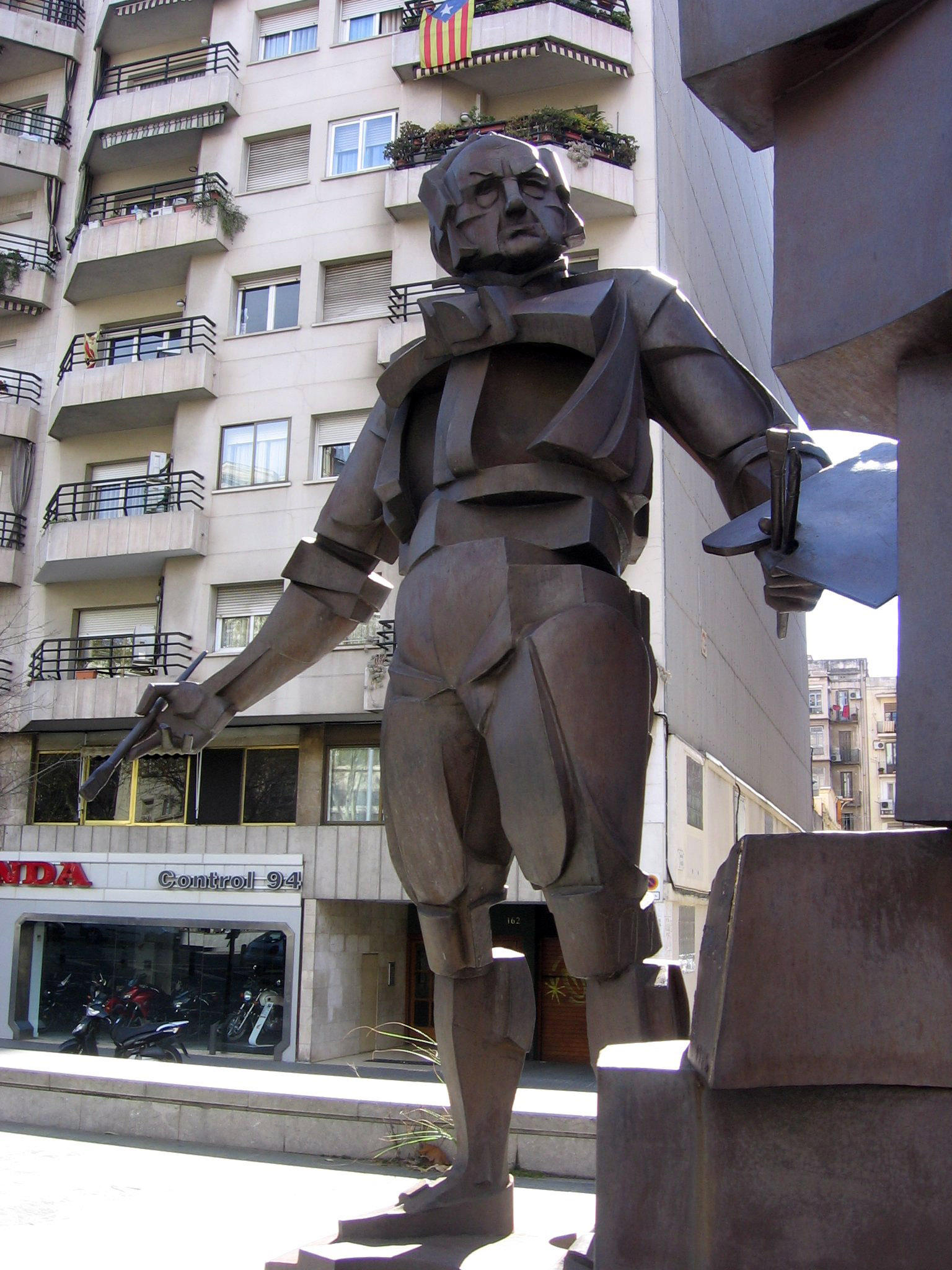
Figura de Goya.

L'escultura es troba a un xamfrà de forma triangular situat a la cruïlla entre l'Avinguda de Roma, el carrer Aragó i el carrer Casanova, a una plaça enjardinada on es troba també la Font del Gall, obra de Frederic Marès de 1925. El monument fou encarregat a José Gonzalvo (Rubielos de Mora, Teruel, 1929 - València, 2010), un escultor aragonès, com el mestre Goya, que ja havia realitzat anteriorment un bust del pintor a la seva casa natal de Fuendetodos. La iniciativa de l'obra va sorgir del Centre Aragonès de Barcelona, el qual va sufragar el seu cost, d'aquí la dedicatòria inscrita en una placa: «Els aragonesos a F. Goya, 1984. A Goya, universal i aragonès, homenatge a l'home que va amar la llibertat i la dignitat humanes, Barcelona, juny 1984». El monument fou inaugurat el 9 de juny de 1984 per l'alcalde de Barcelona, Pasqual Maragall.
L'obra està realitzada en xapa de ferro, en un estil figuratiu basat en la descomposició geomètrica, amb un tractament de la figura ideat en volums bàsics, que generen intensos efectes de llums i ombres, el qual denota la influència d'escultors com Juli González i Pau Gargallo. L'artista apareix retratat en la seva tasca pictòrica, amb una paleta i un pinzell a la mà. El moment escollit és quan el geni aragonès va pintar el quadre El tres de maig (1813-1814), en el que tropes franceses afusellen als amotinats del 2 de maig de 1808 a Madrid. Així, al costat del pintor apareix sobre un pedestal una figura al·legòrica d'aquest quadre, el presoner de camisa blanca que està amb els braços aixecats. Al costat d'ell es veuen dues màscares que expressen el dolor del poble.